# 山景城 (科罗拉多州)
山景城（英語：Mountain View），是美国科罗拉多州杰斐逊县下属的一座城市。建市于1904年10月11日，面积大约为0.093平方英里（0.241平方公里）。根据2010年美国人口普查，该市有人口1,320人。2011年估计该市有人口1,344人，相比2010年人口增长率为1.82%。同时，论人口该市是科罗拉多州第130大城市。